# 瓦沙罗什村
瓦沙罗什村（匈牙利語：Vásárosfalu）是匈牙利杰尔-莫雄-肖普朗州所辖的一个村。总面积4.20平方公里，总人口160，人口密度38.1人/平方公里（2011年1月1日）。